# LDE – Borsdorf bis Zittau
Die BORSDORF bis ZITTAU waren Schlepptenderlokomotiven der Leipzig-Dresdner Eisenbahn-Compagnie für den gemischten Dienst.

## Geschichte
Die Leipzig-Dresdner Eisenbahn hatte zwischen 1866 und 1868 in drei Serien insgesamt 20 Lokomotiven von der Maschinenfabrik Esslingen (Emil Keßler) beschafft. Sie besaßen einen Vierseitkuppelstehkessel, eine innenliegende Steuerung der Bauart Stephenson und Kirchweger-Abdampfkondensation.
Bei der LDE trugen die Lokomotiven nur Namen, Betriebsnummern oder eine Gattungsbezeichnung gab es nicht. Bei der Übernahme durch die Königlich Sächsischen Staatseisenbahnen ab 1876 behielten sie ihre Namen, sofern sie nicht schon anderweitig vergeben waren. Zusätzlich erhielten sie die Betriebsnummern 584 bis 603 und wurden als Gattung K III geführt. 1885 änderte man die Gattungsbezeichnung in K II und vergab 1892 die neuen Betriebsnummern 676 bis 695.  Ab 1896 lautete die Gattungsbezeichnung nur noch II. Ab 1900 wurden die Betriebsnummern um 2000 erhöht und die Namensschilder entfielen; da die älteren Maschinen aber schon nicht mehr vollständig im Betrieb standen, war die Nummerierung hier nicht mehr fortlaufend.
Bis 1913 wurden die Lokomotiven ausgemustert.